# María Rosa Lida de Malkiel
María Rosa Lida de Malkiel (Buenos Aires, 7 de novembre de 1910 - Oakland (Califòrnia), 25 de setembre de 1962) fou una filòloga i hispanista estatunidenca, jueva d'origen argentí.

## Vida
María Rosa Lida fou filla d'una família de jueus emigrats; a casa seva parlaven jiddisch. Després dels estudis secundaris va estudiar Filologia a la Universitat de Buenos Aires (1928-1932). Va treballar en diverses escoles i universitats, i de 1941 a 1947 treballà al Instituto Nacional del Profesorado Secundario, institut de recerca, amb Amado Alonso,a qui retrobaria després als Estats Units. A partir d'aquest moment es dedicà més a la hispanística que no pas a la filologia clàssica i concretament se centrà en la literatura espanyola medieval i en la influència que hi tingué en el seu moment la literatura clàssica. La seva tesi doctoral fou sobre Juan de Mena (1947). Anà als Estats Units amb una beca i hi fou professora en diverses universitats: Universitat de California, Harvard i Stanford. El 1948 es casà amb el lingüista d'origen ucraïnès Yakov Malkiel, a qui havia conegut a Berkeley. Morí prematurament a causa d'un càncer.

## Obra
Lida de Malkiel és coneguda pels seus estudis sobre literatura espanyola medieval i del renaixement; per exemple, sobre La Celestina, el Libro de Buen Amor, etc. També va estudiar la pervivència del món clàssic en la literatura hispànica. Va estudiar la influència de l'obra de Flavius Josephus o Filó d'Alexandria. Escrigué també nombroses ressenyes, algunes molt crítiques; és molt coneguda la que feu sobre el llibre d'Ernst Robert Curtius Europäische Literatur und lateinisches Mittelalter, de manera que s'acostuma a llegir junt amb el llibre.
El 1953 Lida de Malkiel fou escollida membre de la Real Academia Española i també membre de l'Academia Argentina de Letras el 1959. Fou membre del consell de redacció de les revistes Nueva Revista de Filología Hispánica i Hispanic Review (1950-). Fou investida doctora honoris causa pel Smith College i per la Universitat de Buenos Aires. Va rebre una Guggenheim Fellowship el 1949.
Diverses de les seves obres foren publicades pòstumament pel seu marit; el seu llibre sobre la Celestina aparegué pocs mesos després de la seva mort.

## Algunes obres de María Rosa Lida
- Herodoto. Los nueve libros de la historia. Traducción y estudio preliminar por María Rosa Lida de Malkiel. W. M. Jackson, Buenos Aires 1949.
- Introducción al teatro de Sófocles. Paidós, 1971.
- Juan de Mena, poeta del prerrenacimiento español. Colegio de México, México 1950. (= Publicaciones de la nueva revista de filología hispánica; 1) [Publicació de la tesi doctoral]
- La idea de la fama en la Edad Media castellana. FCE, México 1952.
- Two Spanish Masterpieces: the Book of Good Love and The Celestina. University of Illinois Press, Urbana 1961.
- La originalidad artística de «La Celestina». Eudeba, Buenos Aires 1962.
- Estudios de literatura española y comparada. Eudeba, Buenos Aires 1966.
- Jerusalen. El tema literario de su cerco y destrucción por los romanos. UBA, Facultad de Filosofía y Letras, Buenos Aires 1972.
- Juan Ruiz. Selección del Libro de buen amor y estudios críticos. UBA, Facultad de Filosofía y Letras, Buenos Aires, 1973 (= Biblioteca cultural los fundamentales).
- Dido en la literatura española. Su retrato y defensa. Tamesis Books Limited/Ediciones Castilla, London/Madrid 1974.
- La tradición clásica en España. Ariel, Barcelona 1975 [recull d'articles, entre ells, la ressenya del llibre de Curtius].
- El cuento popular y otros ensayos. Losada, Buenos Aires 1976.
- Estudios sobre la literatura del Siglo XV. José Porrúa Turanzas, Madrid 1977.
- Herodes. Su persona, reinado y dinastía. Castalia, Madrid 1977 (= Literatura y sociedad, 16).

### Notícies necrològiques
- Ana María Barrenechea: María Rosa Lida de Malkiel. In: Davar. vol. 107, Buenos Aires 1965, p. 105–110.
- Rodolfo Antonio Borello: María Rosa Lida de Malkiel. In: Cuadernos hispanoamericanos. vol. 52, 1962, Nr. 156, p. 433–440.
- Roberto Fernando Giusti: María Rosa Lida de Malkiel. In: Boletín de la Academia Argentina de Letras. vol. 27, 1962, Nr. 105–106, p. 347–350.
- Edith F. Helman: María Rosa Lida de Malkiel (1910–1962). In: Hispanic Review. vol. 31, 1963, p. 66–69.
- Gonzalo Sobejano: María Rosa Lida de Malkiel 1910–1962. In: Romanische Forschungen. vol. 75, 1963, p. 103–106.

### Escrits en memòria
- Yakov Malkiel (ed.): María Rosa Lida de Malkiel Memorial. In: Romance Philology. vol. 17, 1963, 1–2.
- Chica Salas, Francisca (ed.): Homenaje a María Rosa Lida de Malkiel. 2 vols. Univ. de Buenos Aires, Fac. de Filosofía y Letras, Inst. de Filología y Literaturas Hispánicas "Dr. Amado Alonso". Buenos Aires 1962.

### Estudis sobre l'obra de María Rosa Lida
- Charles F. Fraker Jr.: María Rosa Lida de Malkiel on the "Celestina". In: Hispania. vol. 50, 1967, p. 174–181.
- Ana M. Gómez-Bravo: María Rosa Lida de Malkiel (1910–1962) and Medieval Spanish Literary historiography. In: Jane Chance (ed.): Women Medievalists and the Academy. University of Wisconsin Press, 2005, p. 723–732.
- Arancio Labandeira Fernández: Menéndez Pelayo y María Rosa Lida de Malkiel ante Celestina y la lena romana. In: Cuadernos para investigación de la literatura hispánica. vol. 9, Madrid 1988, p. 7–10.
- Yakov Malkiel: Cómo trabajaba María Rosa Lida de Malkiel. In: Homenaje a Rodríguez-Moñino. vol. 1, Madrid 1966, p. 371–379.
- Yakov Malkiel: Las fuentes de los estudios josefinos de María Rosa Lida de Malkiel. In: Cuadernos del sur. vol. 11, Bahía Blanca 1971, p. 9–18.
- Yakov Malkiel: Sobre la cronología interna de algunos trabajos de María Rosa Lida de Malkiel. In: Homenaje al Instituto de Filología y Literaturas Hispánicas Dr. Amado Alonso. Buenos Aires 1975, p. 243–252.
- Arnold G. Reichenberger: Herodotus in Spain. Comments on a neglected essay (1949) by María Rosa Lida de Malkiel. In: Romance Philology. vol. 19, 1965, p. 235–249.

### Correspondència
- Barbara De Marco: "Romance ha de ser...". The correspondence of Yakov Malkiel and María Rosa Lida, 1943 – 1948. In: Romance Philology. vol. 59, 2005, p. 1–101.